# Франкфорд (Делавер)
Франкфорд (енгл. Frankford) град је у Округу Сасекс у америчкој савезној држави Делавер. По попису становништва из 2010. у њему је живело 847 становника

## Демографија
| Група             | 2000.       | 2010.       |
| Белци             | 295 (41,3%) | 297 (35,1%) |
| Афроамериканци    | 250 (35,0%) | 238 (28,1%) |
| Азијати           | 3 (0,4%)    | 11 (1,3%)   |
| Хиспаноамериканци | 148 (20,7%) | 289 (34,1%) |
| Укупно            | 714         | 847         |